# Charles Scerri (1964)
Charles Scerri (29 maggio 1964) è un ex calciatore maltese, di ruolo centrocampista.

## Carriera

### Nazionale
Ha collezionato sessantaquattro presenze con la propria Nazionale.

## Palmarès

### Individuale
- Calciatore maltese dell'anno: 1

1988-1989